# National Collegiate Athletic Association (Filippinerna)
National Collegiate Athletic Association på Filippinerna är ett sportförbund bestående av åtta filippinska collegeskolor och universitet. Den är den största collegeserien på Filippinerna. Organisationen etablerades 1924.